# Сэнди, Шелли
Шелли Энн Сэнди (англ. Shelley Ann Sandie; в девичестве Горман (англ. Gorman); родилась 22 января 1969 года в Мельбурне, штат Виктория, Австралия) — австралийская профессиональная баскетболистка, выступавшая в женской национальной баскетбольной лиге и американской баскетбольной лиге. Шестикратная чемпионка женской НБЛ (1986, 1988, 1989, 1993, 2000, 2002). Играла в амплуа атакующего защитника и лёгкого форварда. Член баскетбольного зала славы Австралии с 2010 года.
В составе национальной сборной Австралии она выиграла бронзовые медали Олимпийских игр 1996 года в Атланте и серебряные медали Олимпийских игр 2000 года в Сиднее, также принимала участие в Олимпийских играх 1988 года в Сеуле, чемпионате мира 1990 года в Малайзии и домашнем чемпионате мира 1994 года.

## Ранние годы
Шелли Сэнди родилась 22 января 1969 года в городе Мельбурн (штат Виктория).